# Can Cabasses
Can Cabasses és un barri de Parets del Vallès (Vallès Oriental), es un barri històric format per les masies de Can Mular, Can Roget, Can Julià, Can Tiano, Can Miqueló, Can Cristòfol i Can Sidro Coix, aquestes masíes daten d'abans del S.XVIII, dins el barri podem trobar la mina de Can Berenguer construïda l'any 1780, i un espai natural que és un dels pulmons de Parets, anomenat la verneda de Can Sidro Coix, que es un petit bosc d'alzines i pins amb un sotabosc de romaní, farigola i gatoses. Cap a les terres de ponent pdem trobar la masia de Can Gabia o també anomenada Can Fin.
El barri agafa el nom d'una antic mas anomenat Can Cabassa, era un mas que ocupava tot el barri actual de l'escorxador fins al riu Tenes, la masía que data del 1553 estava situada a la cara nord del camí de la pedra del diable i lleugerament enlairada per la cara de migdia que donava a l'actual carrer Torres i Bages, dalt d'un petit turonet. Aquesta masía es va enderrocar i amb el temps es varen anar construint les diferents masies que conformen el barri.

## Llocs d'interès
La masia més important que podem trobar en aquest barri es Can Roget, antigament anomenada Ca la Capó, que era la residència de la llevadora del poble, en aquesta masia també va néixer el primer alcalde de Parets després de la segregació de Mollet, en Llorenç Armadans i Farrés i més tard hi va néixer Ramon Casals i Basart també alcalde de Parets. Aquesta masia és troba a dins d'un projecte de re-urbanització del barri, on estava previst el seu enderrocament, però la pressió popular i una recollida de firmes la va salvar.

## Actualitat
L'any 2025 començaran les obres de re-urbanització del barri amb la creació de 400 habitatges, tot i l'oposició dels ecologistes ja que el sòl esta contaminat, per una filtració de productes químics d'una empresa propera que va ser desmantellada, i al des contaminar les terres que ocupava l'empresa, a traves dels aqüífers i la mina de Can Berenguer, la contaminació va afectar la Verneda de Can Sidro Coix, i el barri de Can Cabasses.